# Чудінов Валерій Олексійович
Чудінов Валерій Олексійович (рос. Вале́рий Алексе́евич Чуди́нов, 30 червня 1942, Москва — 6 лютого 2023, там само) — радянський та російський філософ і методолог науки, доктор філософських наук, професор.
У сучасній Росії здобув популярність після його заяв про прочитання тайнопису праслов'янською мовою, зашифрованого в залишках матеріальної культури древніх цивілізацій та на пам'ятках природи. Прихильник ідеї існування слов'янських рун і зниклої світової цивілізації. Його праці з лінгвістики й історії не визнаються академічною наукою, а саме ім'я дослідника стало називним як лженауковця. Висновки концепцій Чудінова не мають підґрунтя в методах роботи з джерелами, а його праці з історії й лінгвістики не публікувались у рецензованих наукових виданнях.

## Життєпис
У 1967 р. він закінчив навчання на фізичному факультеті МДУ, а також заочно студіював 4 курси з 5 філологічного факультету МДУ імені М. В. Ломоносова.
У 1973 р. захистив дисертацію здобувши науковий ступінь кандидата філософських наук за темою «Філософський аналіз понять подільності і сполучуваності».
У 1988 р. захистив докторську дисертацію за темою «Філософські проблеми природничої атомістики».
У 1976 р. — став доцентом.
У 1991 р. — став професором.
З грудня 1999 р. є дійсним членом і директором Інституту давньослов'янської і давньоєвроазійської цивілізації (ІДДЦ) громадської організації «Російська академія природничих наук».
У 2003 р. був головою комісії з культури Стародавньої та Середньовічної Русі Наукової ради Російської академії наук «Історія світової культури».
З травня 2005 р. очолив Інститут давньослов'янської і давньоєвроазійської цивілізації (ІДДЦ), створений рішенням Євразійського відділення Російської академії природничих наук від 18 травня 2005 р.. У завдання даного інституту входить створення цілісної концепції давньої історії Русі і слов'ян у їх взаємовідносинах із іншими народами Євразії, і він позиціонує себе як «альтернативну структура, конкуруючу з відповідними Науково-дослідними інститутами Російської академії наук». До складу ІДДЦ входить ряд секторів (антропогенезу, історичної символіки, топографії, епіграфіки, етнічних традицій, сакрального пушкінознавства, археології, порівняльного мовознавства), а також фізико-хімічна лабораторія. ІДДЦ підтримує сайт «Руниця» (рос. Руница).
З лютого 2006 р. — дійсний член Академії фундаментальних наук.
У 2008—2010 рр. — співголова оргкомітету й учасник міжнародних конгресів «Докирилівська слов'янська писемність і дохристиянська слов'янська культура», що щороку відбувалися в Ленінградському державному університеті імені О. С. Пушкіна (колишній Ленінградський обласний педінститут), а в 2011 р. — у м. Лотошино Московської області. У 2010 р. читав лекції в Політехнічному музеї.
Працював за основним місцем роботи або читав лекції погодинно приблизно в 20 вишах, співпрацював з декількома Науково-дослідними інститутами (Інститут наукової інформації з суспільних наук РАН та інші), викладав філософію від кафедри філософії РАН аспірантів (Всесоюзна академія сільськогосподарських наук імені Леніна, Інститут Курчатова, Інститут Кржижановського, Інститут теплофізики, Інститути гельмінтології, рослинництва, тваринництва, добрив та інші); публікувався в науковій періодиці — АН СРСР, РАН, МДУ, ЛДУ, Тверський державний університет і т. д.. Був і є членом трьох наукових рад із захисту дисертацій в державних вишах, одної наукової ради РАН і одної ради Міжнародної академії наук про природу і суспільство.
Є автором понад 700 статей та книг.

## Основні ідеї вчення Валерія Чудінова
Головна ідея відкриттів Валерія Чудінова полягає в тому, що російська мова є однією з найдавніших мов на Землі, а російська писемність існує впродовж всієї осяжної людської історії. Дослідник стверджує, що знаходить написи на пам'ятках палеоліту, античності, Середньовіччя і пізніших часів, та навіть на об'єктах природного походження. Здебільшого «розшифровка» написів відбувається шляхом об'єднання ділянок одного кольору на фотографіях у графічних редакторах, якій й формують певні знаки. Чудінов пропонує власні підходи до розшифровки писемностей, таких як давньоєгипетські ієрогліфи, що мають прихований сенс і можуть читатися в тому числі російською мовою. Він послуговується поняттям геогліфа і урбаногліфа — піктограм і написів стародавніх цивілізацій, зашифрованих в елементах ландшафту і планах міст.
На думку Валерія Чудінова, археологія не може слугувати наукою про минуле, а писемність, попри сучасну її точку зору, існувала впродовж всієї людської історії. Такі висновки він робить на основі дослідження виявлених ним численних написів, знайдених на артефактах різних культур і епох. Дослідник стверджує, що принаймні від часів неоліту існувала російська держава Ярова Русь, яка займала територію Київської Русі, Юдею, Прибалтику та Середземномор'я, в тому числі місто Рим (яке насправді навпаки називалося Мир). Вона мала єдину релігію, а у верхньому палеоліті особливим шануванням користувався храмовий комплекс, розташований на території нинішньої України, на березі річки Молочної, під назвою Бог-гора. На його думку християнство походить від єдиного слов'янського язичництва, а місто Мир було першим, де відбулося його прийняття. Також він твердить, що аж до середини XIX століття російська мова використовувалася в Європі як мова міжнародного спілкування.
Крім того тайнопис Валерій Чудінов виявляє і в таких артефактах, як малюнки Олександра Пушкіна. Як стверджує дослідник, поділяючи позицію історика Валерія Михайловича Лобова, Пушкін був посвяченим у волхви і записував тайнописом певні послання.

## Критика
Методи досліджень і вчення Валерія Чудінова академічною наукою розглядаються як маргінальні та породжені манією. Численні дослідники, особливо РАН, вказують на штучність і нелогічність виявлень Чудіновим написів і аргументують надуманість їхнього існування й розшифровок.
Академік РАН, лінгвіст і епіграфісти Андрій Залізняк в 2009 році в журналі «Наука и жизнь» опублікував матеріал «Про професійну й аматорську лінгвістику», присвячений методам, використовуваним Чудіновим: «Чимало любителів роблять спроби прочитати по-російськи ті чи інші написи (або інші тексти), що відносяться до різних століть до н. е. або до ранніх століть н. е., причому зовсім необов'язково на території Росії, — наприклад, написи на етруських або критських монументах або посудинах. Зрозуміло, що „по-російськи“ для них означає „сучасною російською мовою“ — давньоруської вони просто не знають. Жодне з таких прочитань не має ніяких шансів опинитися вірним вже з тієї простої причини, що двадцять п'ять, або двадцять, або п'ятнадцять століть тому мова наших предків був до невпізнання не схожою на сучасну російську».
Праці Чудінова було розкритиковано в журналі «Здравый смысл», де як висновок говорилося: «Корінь основної омани Чудінова, що намагається „читати“ сучасною мовою написи епохи палеоліту, полягає в нерозумінні принципових відмінностей між дофонетичними системами письма (піктограмами, ієрогліфами, рунами старшого покоління) і фонетичними, алфавітними або так званими лінійними системами правопису (фінікійська, грецька, латинська). У піктограмах знаки означають смисли, а в алфавітних системах — звуки. Руна може мати фонетичну назву, але набагато важливіший її початковий сенс, що не зводиться до звуку. Коли хто-небудь намагається „читати“ стародавні руни або доалфавітні знаки за правилами лінійного письма, у них виходить, як в анекдоті про Фестський диск, в спіралі якого один лінгвіст-любитель зміг „розшифрувати“ перші рядки гімну СРСР […] Наш знаменитий академік символізує певний стиль сучасного мислення. Він відрізняється недостатньою аргументацією, непомірною фантазією і агресивністю. Авторська гіпотеза, не отримавши вчасно доброзичливого, але критичного аналізу колег і опонентів, виростає до манії, до нав'язливої ідеї, що виходить за межі здорового глузду. З неї народжується псевдотеорія, що претендує на істинність і універсальність. Вона може перерости в політичну лінію, ідеологію і навіть релігію, якщо її підтримає група співчуваючих або однодумців.»
Лев Нецветаєв, почесний архітектор Росії, член Спілки художників Росії, в рецензії на книгу «Тайнопис в малюнках А. С. Пушкіна. Розгадка коду генія», опублікованій у випуску № 35 (6135) «Літературної газети», відзначав некоректність знаходження прихованих написів на прикладі досліджень Чудіновим малюнків Олександра Пушкіна: «Заховати в простенький на вигляд начерк 51 букву — це ж треба попотіти! Це йому не „чудесный“ з „прелестным“ заримувати. Тільки що ж такого секретного, скажімо, в імені-по батькові Гоголя, щоб, озброївшись сильною лупою, вганяти в лінію комірця сімнадцять мікроскопічних буквиць? Відповідь проста: а й немає там ніяких буквиць, а є тільки пристрасне (якщо не хворобливе) бажання їх побачити. І всі численні (279) ілюстрації, незважаючи на погану їхню якість (автор працював не з оригіналами, а з репродукціями), волають саме про це. Сталі кошлатими від сильного збільшення лінії довільно розрубуються автором на дольки, віддалено подібні на літери; при цьому автор ще й часто розвертає їх то на 90, а то і на 180 градусів — цікаво виглядав Пушкін, крутячи папір так і сяк під час малювання».
Доктор філологічних наук Валентин Непомнящий також згадував Валерія Чудінова і його прагнення віднаходити таємні письмена: «Чудінов взявся розбирати пушкінські малюнки, і ось він знаходить в завитках волосся, складках одягу і т. д. рунічні письмена, що, кажучи науково, не піддається верифікації і залишає хворобливе враження».
Оксана Тищенко, кандидат філологічних наук Інституту української мови НАН України, у статті «Лженаука, ватний синдром і викладання мови у ВНЗ», зауважувала: «Ця нібито невинна гра слів перетворилася на потужну ідеологічну зброю, яку називають „дійсною міфологемою“, підводячи й наукове підґрунтя, а М. Задорнов своєю підтримкою В. Чудинова і власним авторитетом формує відповідну думку в пересічного споживача: Росія — праматір усіх культур».

## Нагороди й премії
- «Золоте перо Русі — 2009» [Архівовано 26 квітня 2015 у Wayback Machine.] (рос.)
- Диплом I Міжнародного авторського салону інновацій [Архівовано 3 червня 2013 у Wayback Machine.] (рос.)
- Диплом «Золотого фонду преси» [Архівовано 22 серпня 2013 у Wayback Machine.] (рос.)
- Пам'ятна медаль МДО СП Росії на честь 55-ліття від дня її заснування [Архівовано 24 вересня 2015 у Wayback Machine.] (рос.)
- «Пам'ятна медаль Грибоедов О. С., 1795—1829» [Архівовано 24 вересня 2015 у Wayback Machine.] (рос.)
- «Пам'ятна медаль Чехов А. П., 1860—1904» [Архівовано 24 вересня 2015 у Wayback Machine.] (рос.)
- Гранти [Архівовано 24 вересня 2015 у Wayback Machine.] Міністерства освіти й науки Російської Федерації: «Складова писемність Середньовічної Русі» (1998 р.), «Об'єднавча ідея Росії» (2010 р.) (рос.)

## Твори
Наукові праці
- Атомистические концепции в современном естествознании. Методологический анализ. — М.: Наука, 1986. (рос.)

Науково-популярні
- Загадки славянской письменности. — Москва, «Вече», 2002 г. (рос.)
- Руница и тайны археологии Руси. — Москва, «Вече», 2003 г. (рос.)
- Тайные руны древней Руси. — М., «Вече», 2005 г. (рос.)
- Священные камни и храмы древних славян. — М., «Фаир-Пресс», 2004 г. (рос.)
- Вернём этрусков Руси. — М., «Поколение», 2006 г. (рос.)
- Русские руны. — М., «Альва-Первая», 2006 г. (рос.)
- Правда о сокровищах Ретры. — М., «Альва-Первая», 2006 г. (рос.)
- Идея эволюционного словаря. — М., «Альва-Первая», 2006 г. (рос.)
- Вселенная русской письменности до Кирилла. — М.: «Альва первая», 2007 г. (сборник статей разных авторов под ред. Чудинова) (рос.)
- Тайнопись в рисунках А. С. Пушкина. — M.: «Поколение», 2007 г. (рос.)
- Тайнопись на русских иконах. — М.: «Альва-Первая», 2008 г. (рос.)
- Тайные знаки древней Руси. — М.: «Алгоритм», 2009 г. (рос.)
- Вагрия. Варяги Руси Яра: очерк деполитизированной историографии. — М.: «Гранд-Фаир», 2009 г. (рос.)
- Идея Расширенного эволюционного словаря. Статьи и комментарии по этимологии слов русского языка. Издание второе, дополненное. — М.: Традиция, 2012 г. (рос.)
- Священные камни и ведические храмы древних славян. Издание второе, исправленное и дополненное. — М.: Традиция, 2012 г. (рос.)
- Загадки славянской письменности. Гипотеза о существовании древнего «письма ИКС». Издание второе, исправленное и дополненное. — М.: Традиция, 2012 г. (рос.)
- Письмо «Икс» найдено. — М.: Традиция, 2012 г. (рос.)
- Руны-сказы Руси каменного века. — М.: Традиция, 2012 г.
- Русская основа китайской письменности. — М.: Традиция, 2012 г. (рос.)
- Тайны священных камней Руси. — М.: Традиция, 2012 г. (рос.)
- Тайнопись дохристианских икон. — М.: Традиция, 2012 г. (рос.)
- Что мы знаем об этрусках. — М.: Традиция, 2012 г. (рос.)
- Как читать надписи. Основы эпиграфики. — М.: Традиция, 2012 г. (рос.)
- Альтернативная историография. — М.: Традиция, 2013 г. (рос.)
- Тайнопись в гениальных рисунках А. С. Пушкина. — М.: Традиция, 2015 г. (рос.)
- Русский Крым и Руское море. Тысячелетняя история. — М.: Традиция, 2015 г. (совместно с С. В. Стрижак) (рос.)